# 狮子名山
狮子名山，位于中国广东省云浮市郁南县大湾镇狮子头村桥头，为郁南县的一个县级文物保护单位，类型为古建筑，公布时间为2003年4月8日。
狮子名山的历史年代为清代。